# Sunita Devi (maçonne)
Pour les articles homonymes, voir Sunita Devi.
Sunita Devi, née en 1980, est une maçonne indienne honorée pour avoir construit des toilettes dans son village, où 90 % des femmes n'avaient pas accès à ces lieux. Après son travail, elles y ont désormais toutes accès.  En mars 2019, elle reçoit la plus haute récompense pour les femmes en Inde, le prix Nari Shakti Puraskar (en français : Prix du pouvoir des femmes), des mains du président indien, Ram Nath Kovind, en reconnaissance de sa contribution à l'émancipation des femmes. 

## Biographie
Sunita Devi est née en 1980 à New Delhi. Elle est diplômée en sciences politiques. Après son mariage, en 2010, elle vit dans le village  d'Udaypura, qui se trouve à 115 km de Ranchi, capitale de l'État du Jharkhand, au nord-est de l'Inde. Elle est surprise de constater que sa nouvelle maison n'a pas de toilettes en état de fonctionnement et que ses voisins sont dans une situation similaire. Seulement 10 % des femmes de son village ont alors accès à des toilettes et les autres doivent faire leurs besoins en plein air, mais elle ne peut pas soulever ce problème en raison des règles de savoir-vivre.
En 2015, l'arrivée dans son village de la mission Swachh Bharat Abhiyan-Gramin (SBM-G) ouvre la discussion sur les toilettes, par son projet de créer une communauté sans défécation en plein air dans le cadre duquel elle offre une subvention de 12 000 roupies pour chaque toilette construite par une famille rurale.
Intéressée par ce projet, Sunita Devi veut suivre une formation de maçon, mais son beau-père s'y oppose parce qu'elle est une femme. Le métier de maçon est réservé aux hommes, bien que de nombreux maçons considèrent que la tâche de créer des toilettes soit trop insignifiante pour mériter leur attention. Avec le soutien de son mari, Sunita persévère et devient une Rani Mistris (femme maçon). Son projet rencontre des oppositions et certains lui demandent de quitter Udaypura lorsqu'elle essaie d'intéresser d'autres femmes à cette tâche. Sunita Devi est stupéfaite que ses voisines s'opposent à ce qu'elle construise des toilettes, mais ne soulèvent aucune objection à ce que les femmes défèquent dans la rue.
Elle crée un groupe d'entraide, Vikas Aajeevika, avec lequel elle construit 475 toilettes dans le district de Latehar et elle forme et encadre plus de 300 Rani Mistris qui elles-mêmes construiront plus de 1 500 toilettes supplémentaires dans le district.
En 2018, elle est nommée consultante sanitaire pour le district de Latehar. L'importance de son exemple pour des centaines d'autres femmes et les progrès ainsi réalisés tant sur le plan de l'hygiène que de la sécurité des femmes sont salués à cette occasion.

## Distinction
Sunita Devi a reçu le prix Nari Shakti Puraskar, le 8 mars 2018. Le prix lui a été remis au palais présidentiel par le président de l'Inde à l'occasion de la Journée internationale des femmes. Un an plus tard, le président a honoré une autre femme, Kalavati Devi (en), qui avait également suivi une formation de maçon pour construire des toilettes à Kanpur. Lors de la cérémonie de remise du prix, le Premier ministre a fait un éloge particulier du travail de la mission Swachh Bharat qui avait également inspiré Sunita Devi.

### Note
- (en) Cet article est partiellement ou en totalité issu de l’article de Wikipédia en anglais intitulé « Sunita Devi (mason) » (voir la liste des auteurs).